# Microdynerus timidus
Microdynerus timidus är en stekelart som först beskrevs av Henri Saussure 1856.  Microdynerus timidus ingår i släktet Microdynerus och familjen Eumenidae. Inga underarter finns listade i Catalogue of Life.